# (630) Eufemia
(630) Eufemia es un asteroide perteneciente al cinturón de asteroides descubierto el 7 de marzo de 1907 por August Kopff desde el observatorio de Heidelberg-Königstuhl, Alemania.
Está nombrado en honor de la mártir cristiana Eufemia de Calcedonia (289-304).